# Peter Lilliehorn
Peter Lilliehorn, före adlandet 1719 Berg, född 5 april 1688 i Karlskrona, död 17 januari 1753 på Kråkerum i Mönsterås socken, var en svensk adelsman och militär.

## Biografi
Lilliehorn var son till handelsmannen Per Jönsson Berg i Karlskrona. 1709 blev han volontär vid Kalmar regemente och redan 1710 deltog han under Slaget vid Helsingborg. 1711 kommenderades han till Gotland där han tog befälet över den då nyuppförda skansen Stålhatten. Därefter blev han överskeppad med delar av regementet till Rügen där han på egen begäran fick befälet över en äsping med några soldater som utanför Greifswald lyckades uppbringa ett fientligt danskt fartyg lastat med spannmål. Han befordrades till löjtnant 1714 och samma år deltog han ombord på en eskader som seglade mot Finland och man lyckades jaga bort en rysk styrka som låg på Hangö udd. Han befordrades till sekundkapten 1717 och redan den 23 oktober samma år till premiärkapten. 1718 deltog han i Karl XII:s andra norska fälttåg. Efter hemkomsten adlades han för sina insatser den 10 oktober 1719 och blev därmed stamfar till den adliga ätten Lilliehorn.

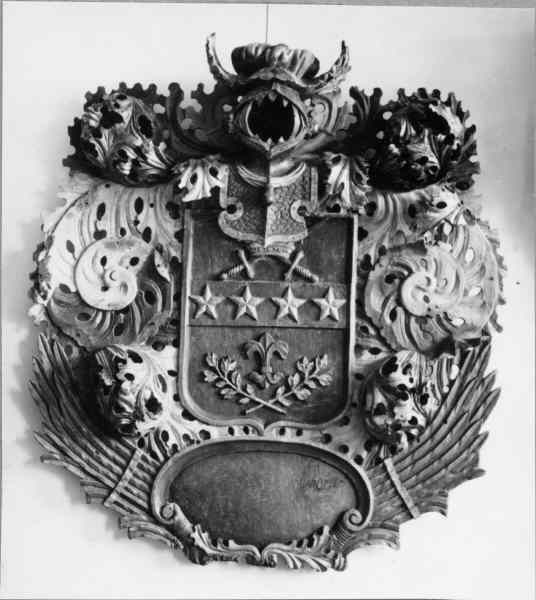
Lilliehorns begravningsvapen i Mönsterås kyrka.

År 1726 erhöll han avsked med majors grad. Han dog 1753 på Kråkerum.

### Familj
Lilliehorn gifte sig 1710 med biskopsdottern Ulrika Cederstierna och fick med henne tre barn, varav ett barn, sonen Samuel Carl Lilliehorn, blev vuxen. Hustrun dog 1715 i barnsäng. Han gifte om sig den 20 oktober 1720 med diplomatdottern Dorotea Leijoncrona och fick med henne 14 barn varav 10 nådde vuxen ålder. Han var far till amiralen och lantmarskalken Per Lilliehorn.

## Utmärkelser
- Riddare av Svärdsorden: 4 december 1751